# Giovanni Losi
Giovanni Losi, italijanski rimskokatoliški duhovnik, misijonar Kongregacije kombonijancev (MCCJ) * 29. november 1838, Caselle Landi, Lombardsko-beneško kraljestvo † 27. december 1882, El Obeid, Kedivat Sudan.

## Življenje in delo
Skupaj s patrom Luigijem Bonomijem je bil avtor prvega slovarja in katekizma v nubijščini (Nobiin), ki je najbolj razširjen izmed nubijskih jezikov in se uporablja v Severnem Sudanu in tudi Južnem Egiptu. Dotlej v Evropi ta jezik sploh ni bil poznan.
Že v njegovem otroštvu se je družina preselila v Roncaglijo. Obiskoval je škofijsko seminišče v Piacenzi ter je bil 10. decembra 1862 posvečen v duhovnika. Pet let je deloval kot kaplan v nadžupniji Momeliano di Gazzola, v škofiji Piacenza. Leta 1872 je vstopil v Kongregacijo kombonijancev in obiskoval novoustanovljeni misijonski inštitut v Veroni z namenom, da bi skupaj z Danijelom Combonijem naslednje leto odpotoval misijonarit v Sudan, bil je tudi njegov osebni spovednik.
 Po navodilih škofa iz Kartuma je deloval večinoma v današnjem Južnem Sudanu.
Po Combonijevi smrti leta 1881 je bil imenovan »ad interim« (za začasnega) superiorja vseh misijonskih postojank reda v Centralni Afriki. Zbolel je za skorbutom in je umrl 27. decembra 1882, v starosti 44 let.
Pokopan je bil v El-Obeidu, vendar so njegov grob leta 1889 med džihadom uničili mahdisti pod vodstvom Mohameda Ahmeda al-Mahdija, ki je vodil upor proti turško-egiptovski nadvladi. 
V njegovem rodnem mestu Caselle Landi v Lombardiji so po njem poimenovali ulico, ki vodi mimo tamkajšnje župnijske cerkve, kjer je bil Losi krščen.